# Olympische Sommerspiele 1964/Teilnehmer (Niger)
| Gelbes Symbol für Goldmedaillen mit stilisierten Olympischen Ringen | Graues Symbol für Silbermedaillen mit stilisierten Olympischen Ringen | Braundes Symbol für Bronzemedaillen mit stilisierten Olympischen Ringen |
| ------------------------------------------------------------------- | --------------------------------------------------------------------- | ----------------------------------------------------------------------- |
| —                                                                   | —                                                                     | —                                                                       |

Niger nahm an den Olympischen Sommerspielen 1964 in Tokio, Japan, mit einem Sportler teil. Es war die erste Teilnahme für Niger.

## Boxen
- Issaka Daboré
Weltergewicht: 5. Platz